# 고무 오리

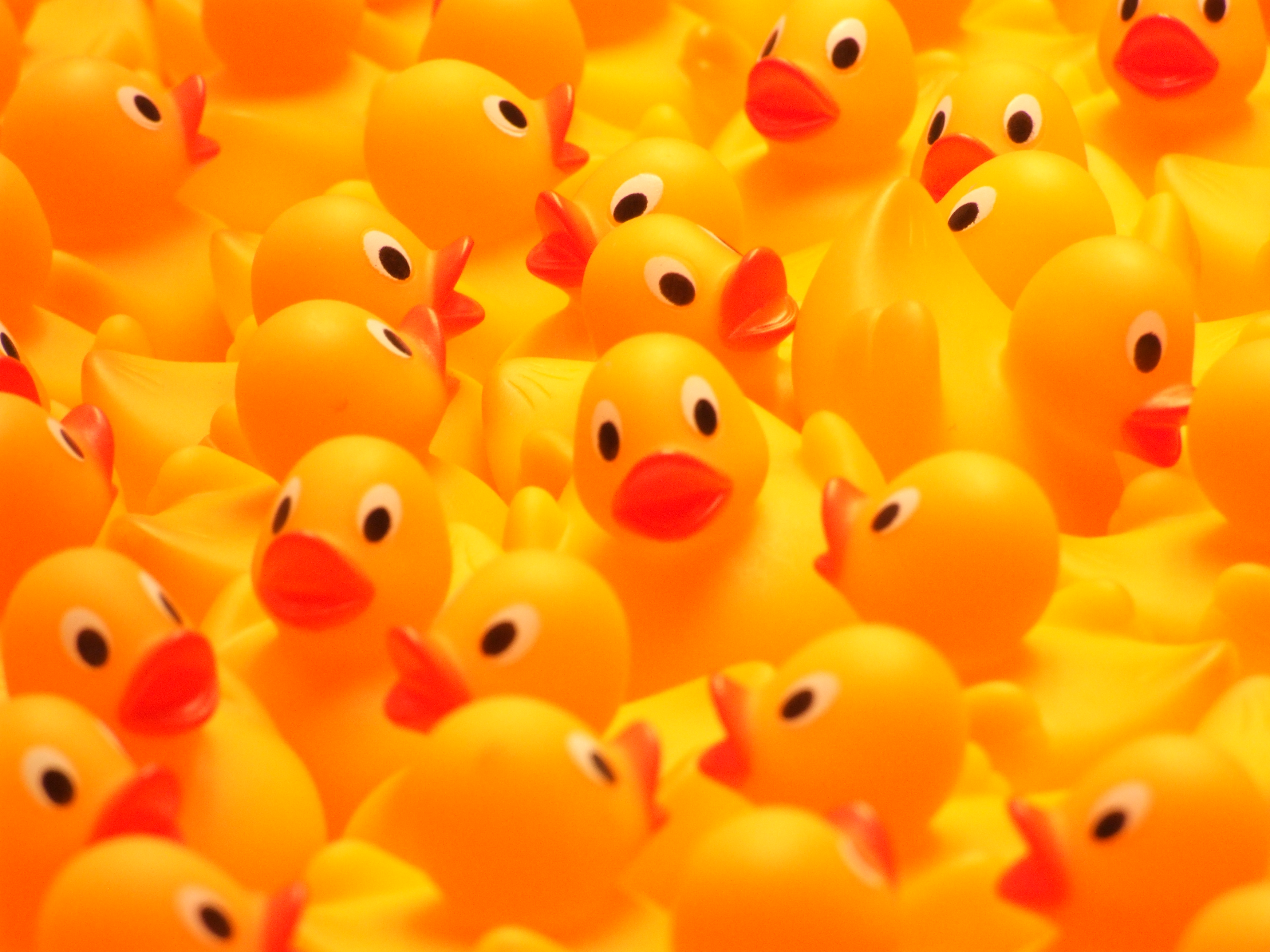
고무 오리

고무 오리(영어: rubber duck 러버 덕[*])는 오리 모양으로 만들어진 장난감이다. 이름 그대로 고무나 폴리염화비닐과 같이 고무와 비슷한 재질로도 만들어진다.

## 역사
1940년대, 조각가 피터 가닌(Peter Ganine)이 물에 뜨는 오리 모양의 장난감을 처음 만들어 특허를 받았고, 5천 만개 이상의 판매고를 올렸다.
1970년대, 짐 헨슨이 《세서미 스트리트》의 머펫 어니(Ernie) 역할로 부른 "Rubber Duckie"와 "DUCKIE"가 유행하면서 고무 오리 또한 인기가 많아졌다.

## 세계에서 가장 큰 고무 오리
네덜란드의 설치 미술가인 플로렌타인 호프만이 2007년에 제작한 세계에서 가장 큰 고무 오리는 16.5 × 20 × 32 미터에 600 kg의 무게가 나갔다. 이 고무 오리는 여러 종류로 제작되어 전 세계 각지를 돌아다니며 전시되고 있다.

## 같이 보기
- 고무 오리 디버깅